# Vinyl Confessions
Vinyl Confessions – ósmy studyjny album amerykańskiej grupy wykonującej rock progresywny, Kansas, wydany w czerwcu 1982 roku. Jest to ostatni album z Robbym Steinhardtem, który opuścił grupę po tournée promującym płytę i powrócił dopiero w 1997 roku.

## Lista utworów
1. "Play the Game Tonight" – 3:26
2. "Right Away" – 4:06
3. "Fair Exchange" – 5:01
4. "Chasing Shadows" – 3:20
5. "Diamonds and Pearls" – 4:50
6. "Face It" – 4:17
7. "Windows" – 3:32
8. "Borderline" – 4:00
9. "Play On" – 3:32
10. "Crossfire" – 6:35

## Twórcy
- Phil Ehart - perkusja
- Dave Hope - gitara basowa
- Kerry Livgren -gitara, instrumenty klawiszowe
- Robby Steinhardt - skrzypce, śpiew
- John Elefante - instrumenty klawiszowe, śpiew
- Rich Williams - gitara

Gościnnie
- Bill Bergman - saksofon altowy, saksofon tenorowy
- John Berry, Jr. - trąbka
- Jim Coile - saksofon tenorowy
- Ben Dahlke - fagot
- Beverly Dahlke-Smith - saksofon
- Warren Ham - harmonijka ustna
- David Pack - śpiew
- Greg Smith - saksofon barytonowy
- Anne Steinhardt - śpiew, skrzypce
- Roger Taylor - chórki w utworach "Right Away", "Diamonds & Pearls", "Play The Game Tonight"
- Lee Thornburg - trąbka, saksofon
- Donna Williams - śpiew